# Afrotettix gariepensis
Afrotettix gariepensis är en insektsart som beskrevs av Brown, H.D. 1970. Afrotettix gariepensis ingår i släktet Afrotettix och familjen Lentulidae. Inga underarter finns listade i Catalogue of Life.